# 1713 en philosophie
Chronologie de la philosophie
- 1709
- 1710
- 1711
- 1712
- 1713
- 1714
- 1715
- 1716
- 1717

L’année 1713 a été marquée, en philosophie, par les événements suivants :

## Publications
- Anthony Collins : A Discourse of Free-Thinking (trad. française Discours sur la liberté de penser, 1714).

## Décès
- 4 février : Anthony Ashley-Cooper (né le 26 février 1671), 3e comte de Shaftesbury, est un philosophe, écrivain et homme politique anglais.